# Frithiof Mårtensson
Pour les articles homonymes, voir Mårtensson.
Frithiof Mårtensson (né le 19 mai 1884 à Eslöv et mort le 20 juin 1956 à Stockholm) est un lutteur gréco-romain suédois.
Il obtient la médaille d'or olympique en 1908 à Londres en moins de 73 kg.